# Кет Грејам
Катрин Александре Хатфорд Грејам, познатија као Кет Грејам (Женева, 5. септембар 1989) америчка је глумица, певачица и модел.  Најпознатија је по улози Бони Бенет у The CW ТВ серији Вампирски дневници. Запажене улоге остварила је и у филмовима Замка за родитеље, Поново 17, Цимерка, Медена 2  и Зависни.
На пољу музике, имала је уговоре са издавачким кућама A&M Octone  и Interscope Records, а објавила је два ЕП-а и два студијска албума.

## Биографија
Кет је рођена 4. септембра 1989. године у Женеви, а одрасла у Лос Анђелесу. Њен отац Јозеф је америчко-либеријског порекла, а мајка Наташа је јеврејског порекла, из породице која је пореклом из Пољске и Русије. Њен отац био је музички директор и кум двоје деце продуцента Квинси Џоунса. Њен деда са очеве стране био је амбасадор Уједињених нација, а служио је 40 година у Холандији, Румунији и Кенији. Кетини баба и деда по мајци били су избеглице, протеране холокаустом из Либерије.
Родитељи су јој се развели када је имала пет година. Има полубрата Јакова, рођеног у Тел Авиву. Кет је одрасла као Јеврејка и похађала хебрејску школу.
Кет говори енглески, француски и шпански језик, а служби се и хебрејским и португалским језиком. Забављала се са Котрел Гуидријем од 2008. године, а верили су се 28. октобра 2012. године. Пар се развдојио 12. децембра 2014. године. Од 2012. године, Кет је веганка, а пре тога била је вегетаријанка.
На Кејтино стварање музике значајно су утицали Тупак Шакур, Destiny's Child, Битлси, Џенет Џексон, M.I.A., Гвен Стефани, Грејс Џоунс, Принс, Мадона и Spice Girls. Описала је свој звук као винтиџ из деведесетих година, са модерним преокретом.

## Каријера

### Плес
Кет је започела каријеру у шоуовима каа је имала шест година. Наредних осам година појављивала се у бројним телевизијским рекламама, укључујући рекламе за Барби, К-Март, Поп-Тартс и Едисон. Када је имала петнаест година, запала је за око кореографкињи Фатими Робинсони затражено је од ње да наступи на додели БЕТ награда као плесачица у позадини, током наступа репера Bow Wowa. На истој манифестацији били је плесачица током наступа Миси Елиот, Фарела Вилијамса, Џејми Фокса и са кореографима Хи-Хат и Мајклом Рунијем.
Када је имала седамнаест година учествовала је у националној кампањи за промоцију безалкохолних пића, компаније Кока Кола. Такође се појавила у кампањи за пиће Фанта, а након тога у великом броју спотова, укључујући Lonely Ејкона, Dip It Low Кристине Милијан, Somebody to Love Џастина Бибера и Ашера, What If бенда 112, Used to Love U Џона Леџенда Why I Love You бенда B2K, Buddy Талиба Џонсона, Just a Dream репера Нелија, Dirty Money коју изводи Диди и Looking for Love музичара Ашера.

### Телевизија и филм
Године 2002. Кет је дебитовала у телевизијској тинејџерској серији Лизи МекГур на Дизни каналу. Такође се појавила у серијама као што су Место злочина: Лас Вегас, Округ Оринџ, Малколм у средини, Joan of Arcadia, Grounded for Life и Братства и сестринства. Године 2008. појавила се у комичној серији Хана Монтана у улози девојке Џејсон Ерлес као специјални гост у три епизоде. Запажене споредне улоге имала је и у филмовима као што су 17 опет и Цимерка. У децембру 2008. године радила је на снимању научно-фантастичног филма Буги Таун у Лос Анђелесу. Снимање филма је стављено на чекање истог месеца због проблема са платним списком са извођачима. У априлу 2009. године пројекат је заустављен, а филм је након тога смештен у футуристички Њујорк и сниман 2015. године. Кет је имала улогу Ингрид.
У марту 2009. године Кет је глумила у серији Вампирски дневници, заоснованој на истоиеној серији књига. Тумачила је улогу Бони Бенет, младе вештице и она се сматра њеном главном улогом. Серија је премијерно приказана 10. септембра 2009. године са 4,91 милионом гледалаца, а критичари су похвалили напредовање серије. У мају 2012. године серија је добила четврту сезону, а Кејт је преузела водећу улогу 2015. године. Кет је 2011. године освојила награду „Награда по избору тинејџера за омиљену крадљивицу сцена”.
У августу 2010. године, The Hollywood Reporter објавио је да је Кет глумила у плесном драмском филму Унивезал 2. Филм је наставак филма Мед из 2003. године и прати проблематичну девојку, амбициозну плесачицу која се придружује плесној екипи. Филм је објављен ограничено, али је зарадио више од 8 милиона америчких долара. У јуну 2011. године филм је објављен на ДВД-у у Северној Америци и добио је негативне критике, иако су Кетини плесни перформанси похваљени. Исте године Кет је глумила у филму кунг фу денс  филму под називом Денс фу у главној женској улози. Године 2017. имала је улогу Џеди Пикет Смит у биограФском филму All Eyez On Me о Тупаку Шакуру.

### Музика
Године 2002. Кет је написала песму Derailed које је представљена у истоименом филму. Године 2006. наставила је каријеру на пољу музике, а гостовала је на песми I Got It from My Mama. Након овога имала је светску турнеју са бендом The Black Eyed Peas. У априлу 2010. године песму My Boyfriends Back Кет је објавила на сајту Јутјуб и она је имала више од милион прегледа. У октобру 2010. године објавила је свој дебитански сингл под назовом Sassy, а спот за песму приказан је истог месеца, али се нумера лоше показала и није се нашла на музичким листама. Након тога, Кет је обрађивала песме Џенет Џексон и Пауле Абдул, а Паула је похвалила њен рад. Допринела је обради песме Only Happy When It Rains коју у оригиналу изводи бенд Garbage, као саундтрек за Вампирске дневнике. Песма је премијерно изведена у децембру 2010. године у епизоди Жртва. Кет је након тога објавила још један сингл, под називом "I Want It All, чији је музички спот објављен у мају 2011. године.
У фебруару 2012. године Кет је потисала уговор о снимању са A&M/Octone Records, што је означено као њен први велики уговор. У марту 2012. године објавила је песму Put Your Graffiti On Me која је добила позитивне критике од стране музичких критичара. Истог месеца, званични музички видео за песму премијерно је приказан, а до 19. октобра 2012. године досегао је више од 4,8 милиона прегледа на сајту Јутјуб. Песма је заузела пето место на листи Билборд хот денс.
Дана 29. маја 2013. године, Кет је извела песму у емисији Елен ДеГенерс шоу. Ово је уједно означено као њен први музички наступа на телевизији. Истог дана Кет је објавила свој први ЕП под називом Against The Wall , који се нашао на педесет и четвртом месту Ајтнујс музичке листе. Други сингл са њеног ЕП-а је песма Wanna Say. Кет се након тога појавила у песми Dog Day Afternoon. Нови сингл под називом Power објављен је на веб-сајту Билборда. Наредни сингл под називом 1991 објавила је 10. марта 2015. године.

## Дискографија

### Албуми
- Roxbury Drive[43] (2015)
- Love Music Funk Magic (2017)

### Епови
- Remixes (2011)
- Against the Wall (2012)

### Спотови

#### Као главни извођач
| Назив                            | Година | Режисери                     |
| -------------------------------- | ------ | ---------------------------- |
| Boom Kat                         | 2009.  | Адам Форстад                 |
| My Boyfriend's Back              | 2009.  | Кевин Бостин                 |
| I Want It All                    | 2010.  | Ленс Дрејк                   |
| Sassy                            | 2010.  | Адам Форстад и Пол Хоган     |
| Cold Hearted Snake               | 2010.  | Кевин Бостон                 |
| Love Will Do Without An Escapade | 2011.  | Били Вудруф                  |
| Heartkiller                      | 2012.  | Рои Хернандез                |
| Put Your Graffiti on Me          | 2012.  | Бени Бум                     |
| Wanna Say                        | 2013.  | Бени Бум                     |
| Power                            | 2013.  | Кет Грејам                   |
| Power                            | 2013.  | Бирон Атијенца               |
| "1991"                           | 2015.  | Dano Cerny                   |
| 1991                             | 2015.  | Лауренс Шанет и Морган Милер |
| Secrets                          | 2015.  | Дарен Генет                  |
| Star F*cker                      | 2016.  | Рои Хернандез                |
| All Your Love                    | 2016.  | Дарен Генет                  |
| Sometimes                        | 2017.  | Марк Клири                   |
| Magic                            | 2017.  | Денис Леуполд                |
| Time = $                         | 2018.  | Марк Клири                   |

## Награде и номинације
| Година | Награда                         | Категорија                            | Рад                      | Резулта    |
| ------ | ------------------------------- | ------------------------------------- | ------------------------ | ---------- |
| 2010.  | Награде по избору тинејџера     | Омиљени крадљивац сцена               | Вампирски дневници       | Номинација |
| 2011.  | Награда по избору тинејџера     | Омиљени крадљивац сцена               | Вампирски дневници       | Освојено   |
| 2011.  | Јут рок награде                 | Најбоља ТВ глумица                    | Вампирски дневници       | Номинација |
| 2012.  | Награда по избору тинејџера     | Награда за глумицу у фантастици       | Вампирски дневници       | Номинација |
| 2013.  | Награда по избору тинејџера     | Награда за глумицу у фантастици       | Вампирски дневници       | Номинација |
| 2014.  | Награда по избору тинејџера     | Награда за глумицу у фантастици       | Вампирски дневници       | Номинација |
| 2014.  | Црне жене у филмској индустрији | Креативна награда                     | За допринос у индустрији | Освојено   |
| 2015.  | МТВ Фандом награда              | МТВ награда године                    | Вампирски дневници       | Номинација |
| 2015.  | Награда по избору тинејџера     | Choice TV: Љубавна сцена              | Вампирски дневници       | Номинација |
| 2015.  | Награда по избору тинејџера     | Choice TV: Крадљивац сцена            | Вампирски дневници       | Номинација |
| 2016.  | Награда по избору тинејџера     | Награда за улогу у научној-фантастици | Вампирски дневници       | Номинација |
| 2016.  | Награда по избору тинејџера     | Choice TV: Љубавна сцена              | Вампирски дневници       | Номинација |
| 2017.  | Награда по избору тинејџера     | Награда за улогу у научној-фантастици | Вампирски дневници       | Освојено   |